# Gnathomorpha
Gnathomorpha é um gênero de mariposa pertencente à família Crambidae.